# Sonatine pour violon et alto de Milhaud
Pour les articles homonymes, voir Sonatine (homonymie).
La Sonatine pour violon et alto, op. 226, est une œuvre de musique de chambre en duo de Darius Milhaud composée en 1941.

## Présentation
La Sonatine pour violon et alto de Milhaud est composée à Mills College entre le 6 et le 8 mai 1941,,.
L'œuvre est dédiée au violoniste Laurent Halleux et à l'altiste Germain Prévost, membres du Quatuor Pro Arte,,.

## Structure
La Sonatine, d'une durée moyenne d'exécution de onze minutes environ, est constituée de trois mouvements, :
1. Décidé ;
2. Lent ;
3. Vif (Fugue).

La partition est publiée par Mercury-Presser,. Dans le catalogue des œuvres de Darius Milhaud, la Sonatine pour violon et alto porte le numéro d'opus 226,.

## Discographie
- Milhaud: Chamber Music with Viola, Joaquín Palomares (violon) et Paul Cortese (alto), ASV Records (en) CD DCA1039, 1998[6].